# Progress Strolch

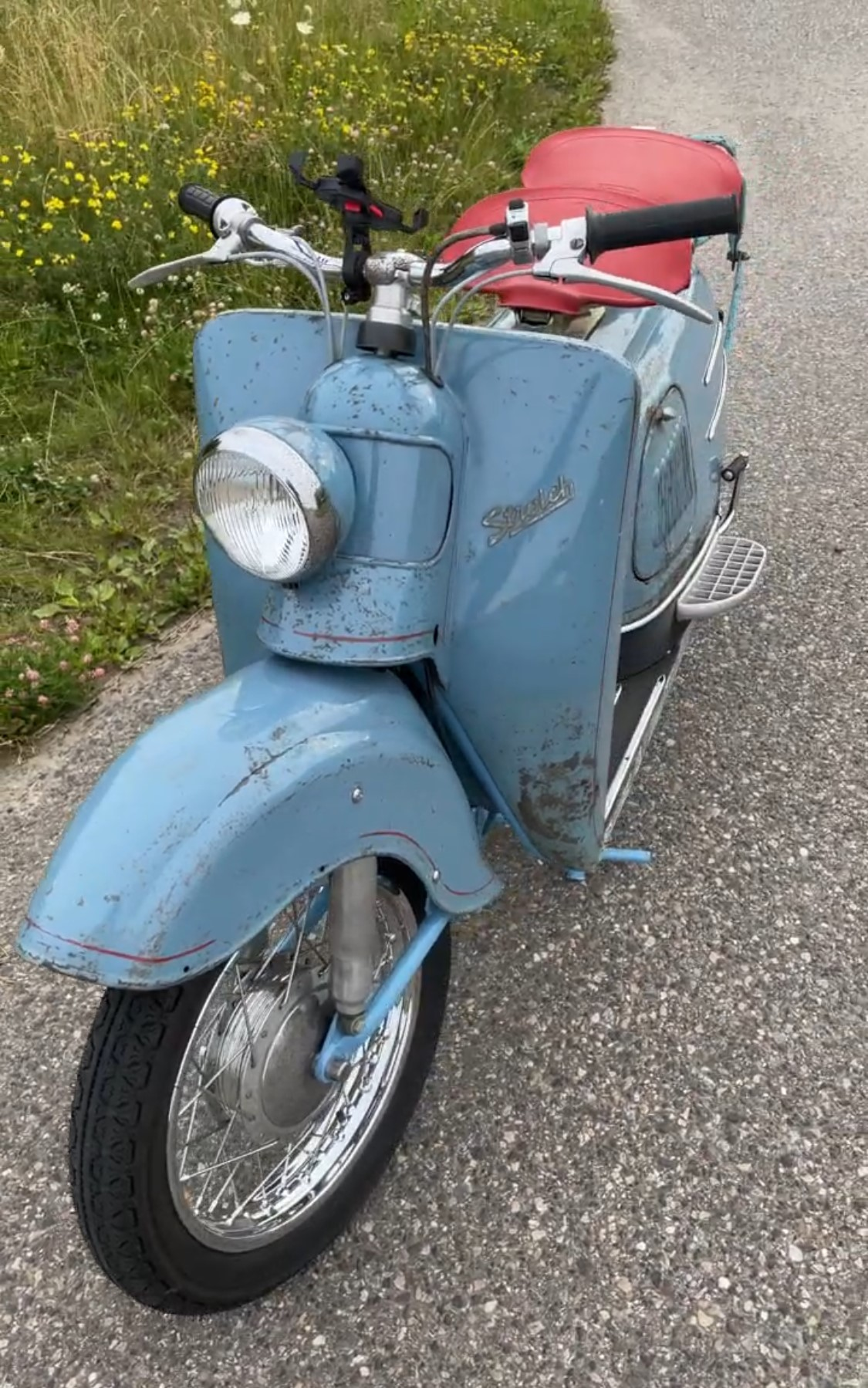
Progress Strolch 200 mit Kickstarter

Die Motorroller Progress Strolch, ab 1953 Progress 200, wurden vom Progress-Werk Oberkirch (PWO) AG in Stadelhofen (Baden) produziert. Erstes Modell des Herstellers war ein Roller gleichen Namens von 1954 bis 1957. Der Progress Strolch geht auf den „Gassmann Strolch“ zurück, dessen Entwurf von Gottlieb Gaßmann stammte, der einen Betrieb in Stuttgart-Untertürkheim hatte und unter anderem Fahrräder herstellte.

## Geschichte

### Progress Strolch
Als die ersten italienischen Roller nach Deutschland kamen, sagte ein schwäbischer Arzt am Stammtisch in Untertürkheim zu dem Schmiedemeister Gottfried Gaßmann: „Ich würde mir gern so einen Roller für meine Praxis kaufen, aber müssen denn die Räder sooo klein sein, daß sie in jedes Loch fallen?“ Gaßmann plante sodann einen Roller mit 16-Zoll-Rädern. Der „Gaßmann Strolch“ wurde zwischen 1950 und 1954 gebaut und war zunächst mit einem 60-cm³-Schlegel-Motor und 14-Zoll-Rädern (andere Reifengrößen noch nicht erhältlich). Danach folgte ein Zweigang-100-cm³-Sachs-Motor. Im Weiteren wurde mit Dreigang-ILO-Motoren experimentiert. Ab 1951 hatte der Roller einen 150-cm³-Sachs-Motor; später wurde er auch mit 175-cm³-Motor angeboten. Seither wurden die Roller ausschließlich mit Motoren von Fichtel & Sachs ausgeliefert. Ursprünglich hatten sie Gummifederung vorn und Schraubfedern hinten. Ziel war es, einen billigen Roller zu entwickeln.

### Weiterentwicklung: Progress 200
Mit dem Kauf der Patentrechte durch die PWO im Jahr 1953 und der Verfügbarkeit des Sachs-200-cm³-Motors wurde das Fahrwerk überarbeitet und erhielt Stoßdämpfer. Die Idee des „billigen“ Rollers ließ sich seitdem nicht mehr verfolgen. Ergebnis war ein Roller, dem die Presse dank der großen Räder und des aufwendigen Fahrwerks in zahlreichen Tests überlegene Fahreigenschaften bescheinigte: „Das dominierende Merkmal des Progreß-200 ist auf dem komplexen Gebiet der Straßenlage sein Verhalten in schnell gefahrenen Kurven, das erstklassigen Motorrädern entspricht.“
Der Progress 200 wurde von 1955 bis 1963 gebaut. Er unterschied sich in vielen Punkten vom Strolch. Der Radstand war länger (140 cm), um mehr Fußfreiheit zu erreichen. Der Tank war in zwei Hälften vorn angebracht, was der Gewichtsverteilung zugutekam. Der Motor war vollständig in Gummi gelagert, was die Vibrationen erheblich minimierte. Der Auspuff war mit einem Halter am Motor fixiert, sodass die gesamte Einheit keinen direkten Kontakt mit dem Rahmen hatte. Der Scheinwerfer drehte sich nicht mehr mit der Fahrtrichtung. Die frühen Progress 200 hatten Fußschaltung mit zwei Pedalen links nebeneinander, die späteren Ausführungen eine Schaltwippe. Mit dem großen Luftfilterkasten von Knecht konnten die Ansauggeräusche erheblich reduziert werden. Nach insgesamt 14.000 Rollern wurde die Produktion 1963 eingestellt.
Die Hinterradgabel des Strolch schwingt um das Kettenritzel, Ritzelwelle und Schwingenlagerung sind gleichachsig; damit ist ein großer Federweg ohne Belastung der Kette erreichbar.
Im März 1955 kostete der Progress Strolch 200 1765 DM und der Progress Strolch 200 A 1845 DM.